# Mesoleius abietinus
Mesoleius abietinus is een vliesvleugelig insect uit de familie van de gewone sluipwespen (Ichneumonidae). De wetenschappelijke naam van de soort is voor het eerst geldig gepubliceerd in 1945 door Herman Teunissen. Hij ving deze soort in 1943 in Herpen.